# 普救寺塔
普救寺塔，位于山西省运城市永济市市区西北12公里的蒲州镇西厢村北隅，是中华人民共和国山西省文物保护单位之一。
1965年5月24日，授予山西省文物保护单位，编号1-111，是一座古建筑及历史纪念建筑物。2019年10月7日升格为全国重点文物保护单位。